# Der wunderbare Mr. Rogers
Der wunderbare Mr. Rogers (A Beautiful Day in the Neighborhood) ist ein Filmdrama von Marielle Heller, das im September 2019 im Rahmen des Toronto International Film Festivals seine Premiere feierte und am 22. November 2019 in die US-amerikanischen Kinos kam. Der Film erschien in Deutschland nur auf DVD sowie digital. Die Filmbiografie erzählt von Fred Rogers, dem Gastgeber und Schöpfer des beliebten Kinderfernsehprogramms Mister Rogers’ Neighborhood.
Im Rahmen der Oscarverleihung 2020 wurde Tom Hanks als bester Nebendarsteller nominiert.

## Handlung
Im Jahr 1998 ist Lloyd Vogel, der für seinen zynischen Schreibstil bekannt ist, Journalist bei Esquire. Er nimmt mit seiner Frau Andrea und ihrem neugeborenen Sohn Gavin an der Hochzeit seiner Schwester Lorraine teil. Während des Empfangs beginnt Lloyd eine Prügelei mit seinem entfremdeten Vater Jerry. Lloyd quälen Erinnerungen an seine verstorbene Mutter Lila, die von Jerry betrogen und verlassen wurde.
Lloyds Redakteurin beauftragt ihn, den Kinderfernsehmoderator Fred Rogers für einen 400-Wörter-Artikel über Helden zu interviewen. Lloyd hält zwar den Auftrag für unter seiner Würde, reist aber nach Pittsburgh, um Rogers in seinem Studio zu interviewen. Rogers zeigt sich besorgt über Lloyds Nasenverletzung, die aus der Prügelei mit seinem Vater stammt. Lloyd erzählt Rogers von seiner Beziehung zu seinem Vater, dessen Entschuldigung und Versöhnungsversuch er zurückgewiesen hat. Rogers erklärt ihm, dass er viele Möglichkeiten hat, mit seiner Wut umzugehen, wie zum Beispiel das Anschlagen der Tasten seines Klaviers.
Lloyd will Rogers freundliche Art als Schauspiel entlarven und sieht sich mehrere Episoden von Rogers Show an, kann aber nichts finden. Lloyd interviewt Rogers erneut, als dieser New York besucht. Während des Interviews weicht Rogers Lloyds Fragen aus und erinnert sich an die Erziehung seiner beiden Söhne. Fred holt seine Puppen heraus und fragt Lloyd nach dem Hasen-Stofftier seiner Kindheit und nach seinem Vater, was Lloyd dazu provoziert, das Interview zu beenden. Lloyd kommt nach Hause und findet dort seinen Vater Jerry und dessen Freundin Dorothy vor, die sich mit Andrea unterhalten. Lloyd beschuldigt Jerry, dass er seine Mutter Lila betrogen hat, während sie an Krebs im Sterben lag und die Familie verlassen hat. Als er seinen Vater auffordert, zu gehen, erleidet Jerry einen Herzinfarkt und wird ins Krankenhaus gebracht.
Lloyd weigert sich, mit dem Rest der Familie über Nacht im Krankenhaus zu bleiben, und kehrt nach Pittsburgh zurück, um Rogers zu besuchen. Erschöpft bricht Lloyd am Set von Neighborhood of Make-Believe zusammen und träumt von seinem verdrängten Kindheitstrauma. In seinem Traum stolpert er in eine Folge von Rogers Show über Krankenhäuser und findet sich selbst mit Hasenohren und auf die Größe von Daniel Streifentiger und König Freitag XIII. geschrumpft wieder, während Rogers und Andrea ihn überragen. Lloyd träumt auch von seiner Mutter Lila, die ihn drängt, seine Wut loszulassen.
Rogers und seine Frau Joanne bringen Lloyd in ihr Haus, um sich zu erholen. Lloyd und Rogers gehen später in ein Restaurant, wo Rogers Lloyd bittet, eine Minute lang an die Menschen zu denken, die ihn „ins Leben geliebt haben“, und ihn ermutigt, Jerry zu vergeben. Lloyd entschuldigt sich bei Andrea dafür, dass er sie und Gavin im Krankenhaus zurückgelassen hat, und besucht Jerry und Dorothy in ihrem Haus. Er erfährt, dass Jerry bald wegen seiner Herzkrankheit sterben wird; dies war der Grund, warum Jerry versucht hat, sich mit Lloyd zu versöhnen. Lloyd verzeiht Jerry, verspricht, Gavin ein besserer Vater zu sein, und schreibt einen Artikel über Rogers Einfluss auf sein Leben. Lloyds 10.000 Wörter umfassender Artikel, Can You Say … Hero?, wird als Titelgeschichte von Esquire veröffentlicht.
Lloyds Schwester Lorraine und Rogers besuchen Jerry. Rogers bittet Jerry, für ihn zu beten, bevor er abreist. Jerry stirbt kurz nach Rogers Besuch und in seinem Studio filmt Rogers den letzten Take einer Episode seiner Show. Als die Produktion endet, spielt er alleine Klavier, schlägt wütend auf die Tasten und nimmt das Spiel wieder auf.

## Produktion

### Inspiration und Stab
Der Film ist von dem Zeitungsartikel Can You Say. . . Hero? von Tom Junod im Esquire aus dem Jahr 1998 inspiriert. Für diesen interviewte er Fred Rogers, einen US-amerikanischen Fernsehmoderator, Musiker, Puppenspieler und Produzent, der vor allem als Hauptdarsteller und Autor der Kinderserie Mister Rogers’ Neighborhood bekannt wurde. Am 1. Mai 1969 musste Rogers vor dem Senat aussagen, um die Finanzierung seiner Serie zu sichern. Rogers erzählte hierbei, was er mit der Serie erreichen wollte und trug ein Lied vor, um so Senator John O. Pastore davon zu überzeugen, 20 Millionen US-Dollar für den Public Broadcasting Service und öffentliche Medien bereitzustellen. Pastore hatte die Sendung zwar nie gesehen, war jedoch von den Ausführungen überwältigt. Die Rede von Fred Rogers gilt als einer der ikonischsten Momente in der Geschichte öffentlicher Medien.
Regie führte Marielle Heller. Das Drehbuch schrieben Micah Fitzerman-Blue und Noah Harpster. Die Filmmusik wurde von Nate Heller, dem Bruder der Regisseurin, komponiert. Der Soundtrack, der insgesamt 19 Musikstücke umfasst, darunter auch das von Tom Hanks gesungene Won’t You Be My Neighbor?, wurde am 15. November 2019 von Sony Classical als Download veröffentlicht. Im Rahmen der Grammy Awards 2021 erhielt die Aufnahme eine Nominierung als Best Compilation Soundtrack for Visual Media.

### Besetzung und Dreharbeiten

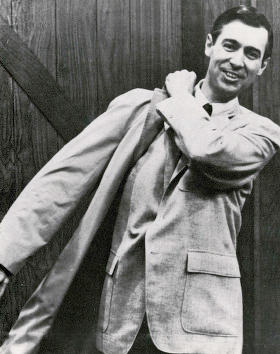
Die Filmbiografie erzählt von Fred Rogers, hier Ende der 1960er Jahre

Oscarpreisträger Tom Hanks ist in der Titelrolle zu sehen und spielt Fred Rogers. Bei der Premiere des Films sagte Hanks, Rogers habe die drei Geheimnisse des Glücks gekannt: „Sei nett, sei nett und sei nett. Ganz ehrlich, wahre Freundlichkeit liegt in den kleinen Gesten. Beispielsweise zu verstehen, dass die Person, die Sie bedient oder Ihr Benzin tankt, möglicherweise einen genauso schlechten Tag hatte wie Sie. Wer das versteht, ist nett.“ Der walisische Schauspieler Matthew Rhys ist in der Rolle von Lloyd, einer Version von Tom Junod zu sehen. Im Oktober 2018 wurden die Engagements der Schauspieler Enrico Colantoni, Maryann Plunkett, Tammy Blanchard, Wendy Makkena, Sakina Jaffrey, Carmen Cusack, Noah Harpster und Maddie Corman bekannt. Colantoni spielt den langjährigen Präsidenten und CEO der Fred Rogers Company Bill Isler. Plunkett ist in der Rolle von Freds Ehefrau Joanne zu sehen. Blanchard verkörpert Lorraine, Lloyds Schwester, Noah Harpster Lloyds Schwager Todd und Makkena die Freundin von Lloyds Vater Dorothy. Jaffrey spielt Lloyds Redakteurin. Cusack ist in der Rolle von Margy, der langjährigen Produzentin von Rogers Neighborhood zu sehen. Corman spielt Lady Aberlin, eine Figur in der Show. In weiteren Rollen sind Chris Cooper, Susan Kelechi Watson, Michael Masini und Kevin L. Johnson zu sehen.
Die Dreharbeiten fanden (unter anderem) in Pittsburgh statt. Der Arbeitstitel war You Are My Friend. Als Kameramann fungierte Jody Lee Lipes. Ende September 2018 wurden erste Fotos von Tom Hanks in der Rolle von Rogers veröffentlicht. Während der Dreharbeiten verletzte sich der Tontechniker James Emswiller tödlich.

### Marketing und Veröffentlichung
Bereits im Januar 2018 war der Dokumentarfilm Won’t You Be My Neighbor? von Morgan Neville über Fred Rogers beim Sundance Film Festival vorgestellt worden. Mitte Juli 2019 wurde ein erster Trailer veröffentlicht. Der Film wurde am 7. September 2019 beim Toronto International Film Festival erstmals gezeigt. Der wunderbare Mr. Rogers kam am 22. November 2019 in die US-amerikanischen Kinos. In Deutschland sollte der Start am 16. April 2020 erfolgen, dieser wurde jedoch wegen der Coronavirus-Pandemie zunächst auf unbestimmte Zeit verschoben. Ende 2020 wurde der Film digital sowie auf DVD und Blu-ray veröffentlicht. Eine Kinoauswertung erfolgte aufgrund der COVID-19-Pandemie nicht.

## Synchronisation
Die deutsche Synchronisation entstand nach einem Dialogbuch und der Dialogregie von Hubertus von Lerchenfeld im Auftrag der Scalamedia GmbH, Berlin.
| Darsteller           | Synchronsprecher   | Rolle         |
| -------------------- | ------------------ | ------------- |
| Tom Hanks            | Thomas Nero Wolff  | Fred Rogers   |
| Matthew Rhys         | Jaron Löwenberg    | Lloyd Vogel   |
| Chris Cooper         | Jan Spitzer        | Jerry Vogel   |
| Susan Kelechi Watson | Svantje Wascher    | Andrea Vogel  |
| Maryann Plunkett     | Sabine Walkenbach  | Joanne Rogers |
| Enrico Colantoni     | Detlef Bierstedt   | Bill Isler    |
| Wendy Makkena        | Arianne Borbach    | Dorothy       |
| Tammy Blanchard      | Christin Marquitan | Lorraine      |
| Noah Harpster        | Christian Gaul     | Todd          |
| Carmen Cusack        | Ann Vielhaben      | Margy         |
| Arsenio Hall         | Rainer Doering     | Arsenio Hall  |
| Christine Lahti      | Traudel Haas       | Ellen         |

## Rezeption

### Kritiken und Einspielergebnis

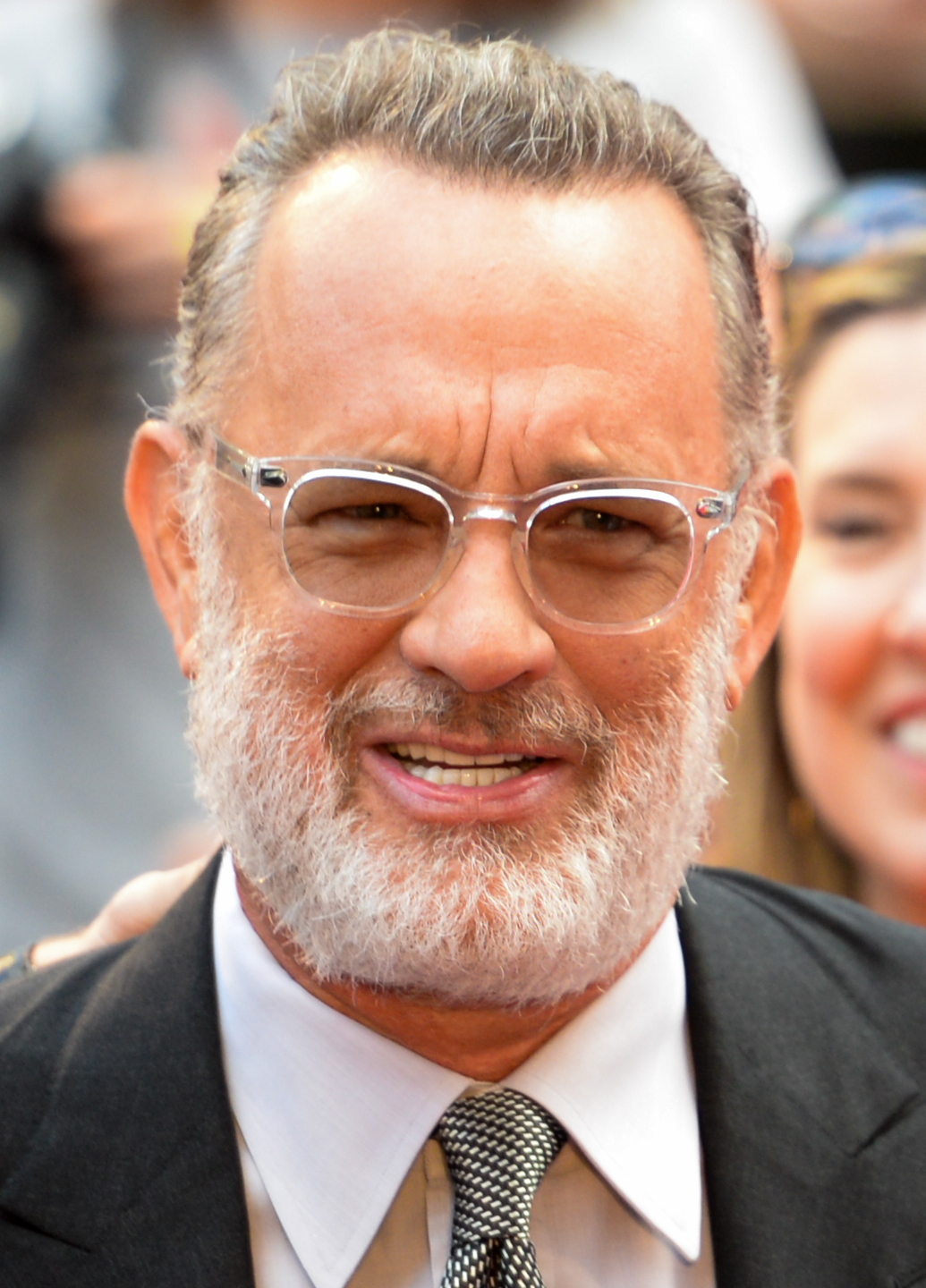
Tom Hanks bei der Premiere des Films beim Toronto International Film Festival

Der Film erhielt 95 % positive Bewertungen bei Rotten Tomatoes und eine durchschnittliche Bewertung von 8 der möglichen 10 Punkte. Bei Metacritic erhielt der Film einen Metascore von 80 von 100 möglichen Punkten.
Todd McCarthy vom Hollywood Reporter meint, es stehe außer Frage, dass Tom Hanks in dieser Rolle perfekt ist, da die Liebenswürdigkeit und die unbestreitbare Aufrichtigkeit des Schauspielers eine ideale Übereinstimmung mit der einzigartigen Fernsehpersönlichkeit Fred Rogers aufweise. Man habe die Gaben des Schauspielers längst für selbstverständlich gehalten, so McCarthy, und sobald dieser Film angekündigt wurde, sei es fast selbstverständlich gewesen, dass er in der Rolle perfekt sein würde. Allerdings hätte es der Filmkritiker besser gefunden, ihn in ein paar abwechslungsreicheren Situationen zu sehen. Der Film von Marielle Heller selbst sei eine eher bescheidene Leistung, zwar sympathisch und doch völlig vorhersehbar in seiner dramatischen Entwicklung, wenn ein zynischer Journalist zu einem von Rogers’ Gläubigen wird.
Frédéric Jaeger von Spiegel Online schreibt, das Überraschende an Hellers Adaption sei, dass es der Regisseurin gelinge, mit der Vorhersehbarkeit der Geschichte zu spielen und eine schöne Spannung herzustellen zwischen der Skepsis des einen Mannes und der Lebensfreude des anderen: „In kleinen Schritten, langsamen Veränderungen der Atmosphäre, der Blicke und Gesten finden die beiden Männer zu Verständnis und Offenheit, ohne dass einer von ihnen bloßgestellt würde.“ Auch der schicke, romantisierende Retro-Look des Films setze ein Zeichen für ein früheres, vermeintlich einfacheres Amerika, das wieder herbeigesehnt werde.
Dem Budget von rund 25 Millionen US-Dollar stehen bisher weltweite Einnahmen von rund 68 Millionen US-Dollar gegenüber.

### Auszeichnungen
Art Directors Guild Awards 2020
- Nominierung in der Kategorie Contemporary Film[23]

Costume Designers Guild Awards 2020
- Nominierung in der Kategorie Excellence in Contemporary Film (Arjun Bhasin)[24]

Critics’ Choice Movie Awards 2020
- Nominierung als Bester Nebendarsteller (Tom Hanks)
- Nominierung für das Beste adaptierte Drehbuch (Noah Harpster und Micah Fitzerman-Blue)

Golden Globe Awards 2020
- Nominierung als Bester Nebendarsteller (Tom Hanks)

Grammy Awards 2021
- Nominierung als Best Compilation Soundtrack for Visual Media[25]

London Critics’ Circle Film Awards 2020
- Nominierung als Bester Nebendarsteller (Tom Hanks)[26]

Oscarverleihung 2020
- Nominierung als Bester Nebendarsteller (Tom Hanks)

Satellite Awards 2019
- Nominierung als Bester Nebendarsteller (Tom Hanks)[27]

Screen Actors Guild Awards 2020
- Nominierung als Bester Nebendarsteller (Tom Hanks)

Writers Guild of America Awards 2020
- Nominierung für das Beste adaptierte Drehbuch (Micah Fitzerman-Blue und Noah Harpster)[28]